# مورتون (واشنطن)
مورتون (بالإنجليزية: Morton, Washington)‏ هي مدينة تقع في الولايات المتحدة في مقاطعة لويس، واشنطن. يقدر عدد سكانها بـ 1,126 نسمة ومساحتها 2.15 كم2 وترتفع عن سطح البحر 289 متر.

## التركيبة السكانية
قام مكتب تعداد الولايات المتحدة بتحديد بيانات التركيبة السكانية لمورتون في تعداد الولايات المتحدة. في ما يلي، التركيبة السكانية حسب تعدادي 2000 و2010.

### تعداد عام 2000
بلغ عدد سكان مورتون 442 نسمة بحسب تعداد عام 2000، وبلغ عدد الأسر 199 أسرة وعدد العائلات 118 عائلة مقيمة في المدينة. في حين سجلت الكثافة السكانية 364.0 نسمة لكل ميل مربع (140.5/كم2). وبلغ عدد الوحدات السكنية 216 وحدة بمتوسط كثافة قدره 177.9 نسمة لكل ميل مربع (68.7/كم2).
وتوزع التركيب العرقي للمدينة بنسبة 90.05% من البيض و 8.14% من الأمريكيين الأصليين و 0.90% من عرقين مختلطين أو أكثر.
بلغ عدد الأسر 199 أسرة كانت نسبة 24.6% منها لديها أطفال تحت سن الثامنة عشر تعيش معهم، وبلغت نسبة الأزواج القاطنين مع بعضهم البعض 45.2% من أصل المجموع الكلي للأسر، ونسبة 10.6% من الأسر كان لديها معيلات من الإناث دون وجود شريك، وكانت نسبة 40.7% من غير العائلات. تألفت نسبة 34.2% من أصل جميع الأسر من أفراد ونسبة 18.6% كانوا يعيش معهم شخص وحيد يبلغ من العمر 65 عاماً فما فوق. وبلغ متوسط حجم الأسرة المعيشية 2.88، أما متوسط حجم العائلات فبلغ 2.22.
بلغ العمر الوسطي للسكان 41 عاماً. وكانت نسبة 23.3% من القاطنين تحت سن الثامنة عشر، وكانت نسبة 8.8% بين الثامنة عشر والأربعة وعشرون عاماً، ونسبة 25.1% كانت واقعةً في الفئة العمرية ما بين الخامسة والعشرون حتى والأربعة وأربعون عاماً، ونسبة 21.9% كانت ما بين الخامسة والأربعون حتى الرابعة والستون، ونسبة 20.8% كانت ضمن فئة الخامسة والستون عاماً فما فوق. يوجد لكل 100 أنثى 103.7 ذكر، ويوجد لكل 100 أنثى في الثامنة عشر من عمرها فما فوق 101.8 ذكر.
بلغ متوسط دخل الأسرة في المدينة 35,298 دولار، أما متوسط دخل العائلة فبلغ 37,396 دولار. وكان متوسط دخل الذكور 30,938 دولار مقابل 21,397 دولار للإناث. وسجل دخل الفرد الخاص بالمدينة 16,899 دولار. وكانت نسبة 11.5% من العائلات ونسبة 8.8% من السكان تحت خط الفقر، وكان من هؤلاء نسبة 11.9% تحت سن الثامنة عشر ونسبة 9.7% في الخامسة والستين من العمر وما فوق.

### تعداد عام 2010
بلغ عدد سكان مورتون 1,126 نسمة بحسب تعداد عام 2010، وبلغ عدد الأسر 461 أسرة وعدد العائلات 283 عائلة مقيمة في المدينة. في حين سجلت الكثافة السكانية 1,373.2 نسمة لكل ميل مربع (530.2/كم2). وبلغ عدد الوحدات السكنية 535 وحدة بمتوسط كثافة قدره 652.4 لكل ميل مربع (251.9/كم2).
وتوزع التركيب العرقي للمدينة بنسبة 94.2% من البيض و 1.2% من الأمريكيين الأصليين و 0.6% من الأمريكيين ذوي الأصول الآسيوية و 0.5% من الأمريكيين الأفارقة و 1.6% من عرقين مختلطين أو أكثر.
بلغ عدد الأسر 461 أسرة كانت نسبة 26.2% منها لديها أطفال تحت سن الثامنة عشر تعيش معهم، وبلغت نسبة الأزواج القاطنين مع بعضهم البعض 43.4% من أصل المجموع الكلي للأسر، ونسبة 11.3% من الأسر كان لديها معيلات من الإناث دون وجود شريك، بينما كانت نسبة 6.7% من الأسر لديها معيلون من الذكور دون وجود شريكة وكانت نسبة 38.6% من غير العائلات. تألفت نسبة 29.9% من أصل جميع الأسر من أفراد ونسبة 17.3% كانوا يعيش معهم شخص وحيد يبلغ من العمر 65 عاماً فما فوق. وبلغ متوسط حجم الأسرة المعيشية 2.83، أما متوسط حجم العائلات فبلغ 2.31.
بلغ العمر الوسطي للسكان 46.3 عاماً. وكانت نسبة 20.3% من القاطنين تحت سن الثامنة عشر، وكانت نسبة 8.2% بين الثامنة عشر والأربعة وعشرون عاماً، ونسبة 19.5% كانت واقعةً في الفئة العمرية ما بين الخامسة والعشرون حتى والأربعة وأربعون عاماً، ونسبة 25.8% كانت ما بين الخامسة والأربعون حتى الرابعة والستون، ونسبة 26.2% كانت ضمن فئة الخامسة والستون عاماً فما فوق. وتوزع التركيب الجنسي للسكان بنسبة 48.1% ذكور و51.9% إناث.